# Tutgual III
Tutgual ou Tutagual ou Tudwal III , est un roi breton de l'île de Man à la fin du VIIe siècle. On ne sait rien de sa vie.

## Contexte
Selon les généalogies Tutgual, Tutagual ou encore Tudwal est : [I]udgual map Tutagual (III) map Anarant map Mermin map Anthec map Tutagual(II) map Run map Neithon map Senill map Dinacat map Tutagual(I) map Eidinet map Anthun map Maxim guletic qui occidit gratianum regem romanorum
ou encore Tutwal : Rodri mawr m Meruyn m Guriat m Elidyr m Celenion merch Tutwal (III) tutclith m Anarawd gwalchcrwn m Meruyn mawr m Kyuyn m Anllech m Tutwal (II) m Run m Neidaon m Senilth hael. Tryd hael or gogled. Senilth m Dingat m Tutwal (I) m Edneuet m Dunawt m Maxen wledic. val y mae vchot
C'est un prince de l'Île de Man fils d' Anaraud Gwalchcrwn. Il est présenté comme le père d' Idwal/Iudgual et de Celenion l'épouse de Sandde ab Alcwn, un descendant de Llywarch Hen ils sont les parents d'Elidir ap Sandde le père de Guriat.

## Sources
- (en) Peter Bartrum, A Welsh Classical Dictionary : People in History and Legend Up to about A.D. 1000, Aberystwyth, National Library of Wales, 1993, 649 p. (ISBN 978-0-907158-73-8), p. 713 TUDWAL ab ANARAWD GWALCHCRWN. (680)
- (en) Peter Bartrum, A Welsh Classical Dictionary : People in History and Legend Up to about A.D. 1000, Aberystwyth, National Library of Wales, 1993, 649 p. (ISBN 978-0-907158-73-8), p. 662 SANDDE ab ALCWN. (690)